# Biologitjeskij Zakaznik Rudakovo
Biologitjeskij Zakaznik Rudakovo (ryska: Биологический Заказник Рудаково) är ett naturreservat i Belarus.   Det ligger i voblasten Minsks voblast, i den norra delen av landet, 120 kilometer norr om huvudstaden Minsk. Biologitjeskij Zakaznik Rudakovo ligger vid sjöarna  Vozera Mjastra och Vozera Mjadzel.
Omgivningarna runt Biologitjeskij Zakaznik Rudakovo är en mosaik av jordbruksmark och naturlig växtlighet. Runt Biologitjeskij Zakaznik Rudakovo är det glesbefolkat, med 19 invånare per kvadratkilometer.